# Paul Felenbok
Paul Felenbok, né Paweł Felenbok le 20 juin 1936 à Varsovie, dans une famille juive polonaise, est un astrophysicien français.

## Biographie
Paweł Felenbok a passé son enfance dans le quartier juif de Varsovie, transformé par les nazis en ghetto, d'où il peut s'échapper avec ses parents (bientôt arrêtés par les Allemands lors d'un transfert) en 1943, peu de temps avant l'insurrection. En 1946, il est accueilli, avec son frère Georges, en France. Il séjourne de 1946 à 1949 au manoir de Denouval à Andrésy, en Seine-et-Oise, foyer créé pour enfants dont les parents avaient disparu pendant la guerre, géré par la Commission centrale de l'enfance (CCE) de l'Union des juifs pour la résistance et l'entraide à l’initiative de Yannick de Guéroult d'Aublay.
Après ses études scientifiques, Paul Felenbok devient astronome à l'Observatoire de Meudon et responsable de l'unité de communication (Unicom) du laboratoire d'astrophysique extra-galactique et de cosmologie (LAEC) de l'Observatoire de Paris, associé au (Laboratoire d'études spatiales et d'instrumentation en astrophysique (LESIA). Il est notamment spécialiste de spectroscopie astronomique.
Depuis sa retraite, Paul Felenbok est engagé dans le projet de complexe de culture scientifique autour de l'astronomie au Pic de Château Renard dans le Queyras (AstroQueyras à Saint-Véran).
En 2013, David Lescot a adapté au théâtre des épisodes de sa vie : « Ceux qui restent », avec Marie Desgranges et Antoine Mathieu,,.

## Filmographie
- Vol d'éclipse : éclipse totale de soleil, 11 août 1999, Paul Felenbok, Jean Guérin, réalisation : Christophe Gombert, 1999